# Zračna luka Zandžan
Zračna luka Zandžan (IATA kod: JWN, ICAO kod: OITZ) smještena je kod grada Zandžana u sjevernom dijelu Irana odnosno Zandžanskoj pokrajini. Nalazi se na nadmorskoj visini od 1640 m. Zračna luka ima jednu asfaltiranu uzletno-sletnu stazu dužine 2999 m, a koristi se za tuzemne letove.

## Vanjske poveznice
- (engl.) [neaktivna poveznica]
- (engl.) DAFIF, Great Circle Mapper: JWN